# Novgorod-traktaten (1326)
 For alternative betydninger, se Novgorod-traktaten. (Se også artikler, som begynder med Novgorod-traktaten)
Novgorod-traktaten, sluttet den 3. juni 1326 i Novgorod, markerede afslutningen på årtiers norsk-novgoriske tvister om deres indbyrdes grænse i Finnmarken. Vilkårene var en våbenhvile i 40 år. Få år tidligere havde Republikken Novgorod sluttet en fredstraktat med Sverige: Nöteborg-traktaten.
Traktaten fastlagde ikke grænsen i egentlig forstand men fastlagde snarere hvilke samer, der skulle betale skat til Norge og hvilke til Novgorod, hvorved der dannedes en slags bufferzone imellem landene. Traktaten forblev i kraft helt frem til det 19. århundrede og blev aldrig opsagt af nogen af parterne. Den bragte i sidste ende samerne i en situation, hvor de måtte betale skat til alle omgivende stater samtidigt, herunder til svensk-finske birkarlar (handelsmænd).